# Albert Daulne
Albert Daulne (Liège, le 30 juillet 1915 - Eupen, le 12 juillet 1992) est un homme politique belge, membre du Parti socialiste belge (PSB).
Il est licencié en mathématiques et en géophysique (ULg, 1940), puis combattant de 1940 durant la Campagne des 18 jours, et capturé, il est prisonnier de guerre en Allemagne de 1940 à la libération en 1945. Il poursuit une carrière de professeur de mathématiques à l'École normale de Verviers (1945-1966), puis à l'Athénée d'Eupen.

## Carrière politique
- sénateur provincial de la province de Liège (1973-1974) suppléant de Georges Housiaux
- sénateur coopté (1974-1977)
  - membre du Conseil régional wallon provisoire (1974-1977)
- conseiller communal d'Eupen (1977-1982)
- sénateur (1978-1981)
  - membre du Conseil régional wallon (1980-1981)